# Alcidae
Alcidae é uma família de aves caradriformes. A taxonomia de Sibley-Ahlquist integra-a nos larídeos. O grupo inclui as tordas e aucas.

## Géneros
- Alle - torda-anã
- Uria - airo
- Alca - torda-comum
- Pinguinus - arau-gigante (extinto)
- Cepphus
- Brachyramphus
- Synthliboramphus
- Ptychoramphus
- Cyclorrhynchus
- Aethia
- Cerorhinca
- Fratercula - papagaios-do-mar

- Commons
- Wikispecies